# ستيفن فرنانديز
ستيفن فرنانديز (بالإنجليزية: Steven Fernandez)‏ هو يوتيوبي أمريكي، ولد في 27 فبراير 2000.